# Duboisia
Genre
Classification APG III (2009)
Le genre Duboisia regroupe quatre espèces d'arbustes ou de petits arbres originaires d'Océanie de la famille des Solanaceae.
Riches en scopolamine et en hyoscyamine, Duboisia leichhardtii et Duboisia myoporoides sont cultivés commercialement pour l'industrie pharmaceutique. Les aborigènes d'Australie mâchent les feuilles de Duboisia hopwoodii, qui contiennent de la nicotine. Duboisia arenitensis est une nouvelle espèce australienne décrite en 1995.

## Liste des espèces
- Duboisia arenitensis Craven, Lepschi & Haegi
- Duboisia hopwoodii (F.Muell.) F.Muell.
- Duboisia leichhardtii (F.Muell.) F.Muell.
- Duboisia myoporoides R.Br.